# Калиджури, Фред
Фредерик Джон Калиджури (англ. Frederick John Caligiuri, 22 октября 1918, Уэст-Хикори, Пенсильвания — 30 ноября 2018, Шарлотт, Северная Каролина) — американский бейсболист, питчер. Выступал в Главной лиге бейсбола за «Филадельфию Атлетикс» в 1941 и 1942 годах. 

## Биография
Фредерик Калиджури родился 22 октября 1918 года в деревне Уэст-Хикори, округ Форест, Пенсильвания. Его отец Фортон переехал в США из Калабрии в 1908 году. Он работал на лесозаготовках на северо-западе Пенсильвании. Там же он познакомился с будущей супругой Бертой Гертш. Позднее пара переехала в Уэст-Хикори, где Фортон устроился на работу мастером на кожевенном производстве. Кроме Фреда у них было четыре дочери.
Во время учёбы в школе Калиджури играл в бейсбол и баскетбол. Также он входил в состав городской бейсбольной команды, за которую играл на третьей базе и, время от времени, питчером. В 1936 году Фред окончил школу и несколько месяцев проработал в кожевенной мастерской. Весной следующего года он отправился во Флориду в бейсбольную школу Лесли Манна.
Он привлёк внимание скаутов и быстро оказался в составе команды «Гринвилл Гринис», игравшей в одной из низших лиг. Калиджури начинал выступления за клуб на позиции аутфилдера, но тренеры, оценив силу и технику его броска, предложили попробовать ему сыграть питчером. Фред согласился и в первых двух сезонах за «Гринис» провёл на питчерской горке 384 иннинга, одержав восемнадцать побед при двадцати двух поражениях. Свой лучший чемпионат Калиджури провёл в 1940 году, одержав двадцать побед. В том сезоне его заметил скаут «Филадельфии» Чиф Бендер. В межсезонье Фред перешёл в фарм-клуб «Атлетикс» «Уилмингтон Блу Рокс».
Во время возвращения со сборов, весной 1941 года, автобус с командой опрокинулся на одном из поворотов и скатился по склону. Калиджури и ещё шесть игроков команды получили различные травмы. Несмотря на это, Блу Рокс начали сезон по расписанию. Фред выиграл шестнадцать матчей с пропускаемостью ERA 1,79 и единственный раз в своей карьере вошёл в сборную звёзд лиги. В августе главный тренер «Атлетикс» Конни Мак заявил прессе, что Калиджури это тот питчер, который поможет команде подняться выше в таблице. После того как «Уилмингтон» закончил сезон Фред был переведён в основной состав «Филадельфии». Дебютировал он в девятом иннинге игры с «Вашингтоном», пропустив семь очков, после чего его заменил Фил Марчилдон. До 21 сентября Калиджури провёл ещё три полных игры, выиграв одну из них. В последний игровой день сезона Фред сыграл полный матч против «Бостон Ред Сокс», завершившийся победой 7:1.
В декабре 1941 года японский флот атаковал Перл-Харбор, США вступили во Вторую мировую войну. Около сорока процентов игроков Главной лиги бейсбола были новичками, не имевшими опыта игры на высоком уровне. Мак был настроен оптимистично, говоря журналистам, что его питчеры проявят себя с лучшей стороны. К концу предсезонных сборов стало понятно, что Калиджури далёк от оптимальных кондиций. Фред провалил начало чемпионата и в июне был отправлен в «Уилмингтон». В младшей лиге он выступил успешно, одержав двенадцать побед при шести поражениях. В сентябре Калиджури вернулся в «Атлетикс», но провёл на поле только три иннинга.
В марте 1943 года Фреда призвали в армию. Одиннадцать месяцев он провёл в качестве инструктора в лагере для новобранцев в Нью-Камберленде, после чего Калиджури присвоили звание первого сержанта и отправили на фронт. Он служил на транспорте в проливе Ла-Манш, а затем на Филиппинах. В марте 1946 года он вернулся в США. Фред принял участие в весенних сборах «Филадельфии», но в основной состав команды пробиться не смог. Год он провёл в Уилмингтоне, одержав четырнадцать побед и проявив себя как отбивающий. После окончания сезона Калиджури завершил спортивную карьеру.
Фред со своей женой Энн переехал в Нокс в Пенсильвании. Он работал вместе с мужем своей сестры Виолы в дилерском центре компании Ford. В 1956 году они переехали в расположенный недалеко Раймерсбург, где Калиджури предложили работу в компании Rimersburg Motors. В 1962 году он выкупил бизнес и управлял им в течение восемнадцати лет. 
После смерти супруги в 2014 году, Калиджури переехал в Шарлотт, ближе к сыну Фреду-младшему, работавшему там директором риелторской фирмы. В октябре 2018 года ему исполнилось сто лет. Месяцем позже, 30 ноября 2018 года Фред Калиджури скончался.